# Тарасовское (сельское поселение, Удмуртия)
Тарасовское сельское поселение — упразднённое муниципальное образование со статусом сельского поселения в Сарапульском районе Удмуртии Российской Федерации.
Административный центр — село Тарасово.
25 июня 2021 года упразднено в связи с преобразованием муниципального района в муниципальный округ.

## История
Статус и границы сельского поселения установлены законом Удмуртской Республики от 15.06.2005 № 39-РЗ «Об установлении границ муниципальных образований и наделении соответствующим статусом муниципальных образований на территории Сарапульского района Удмуртской Республики».
Законом Удмуртской Республики от 15 апреля 2016 года № 22-РЗ, были преобразованы, путём их объединения, Тарасовское и Соколовское муниципальные образования в новое Тарасовское муниципальное образование с административным центром в селе Тарасово.

## Население
| 2010  | 2012  | 2013  | 2014  | 2015  | 2016  | 2017  |
| ----- | ----- | ----- | ----- | ----- | ----- | ----- |
| 1056  | ↗1057 | ↗1077 | ↘1070 | ↗1075 | ↗1085 | ↗1761 |
| 2018  | 2019  | 2020  |       |       |       |       |
| ↘1755 | ↘1742 | ↘1726 |       |       |       |       |

## Состав сельского поселения
| № | Населённый пункт | Тип населённого пункта       | Население |
| - | ---------------- | ---------------------------- | --------- |
| 1 | Соколовка        | деревня                      | ↘691      |
| 2 | Тарасово         | село, административный центр | ↗1075     |